# Cồng chiêng

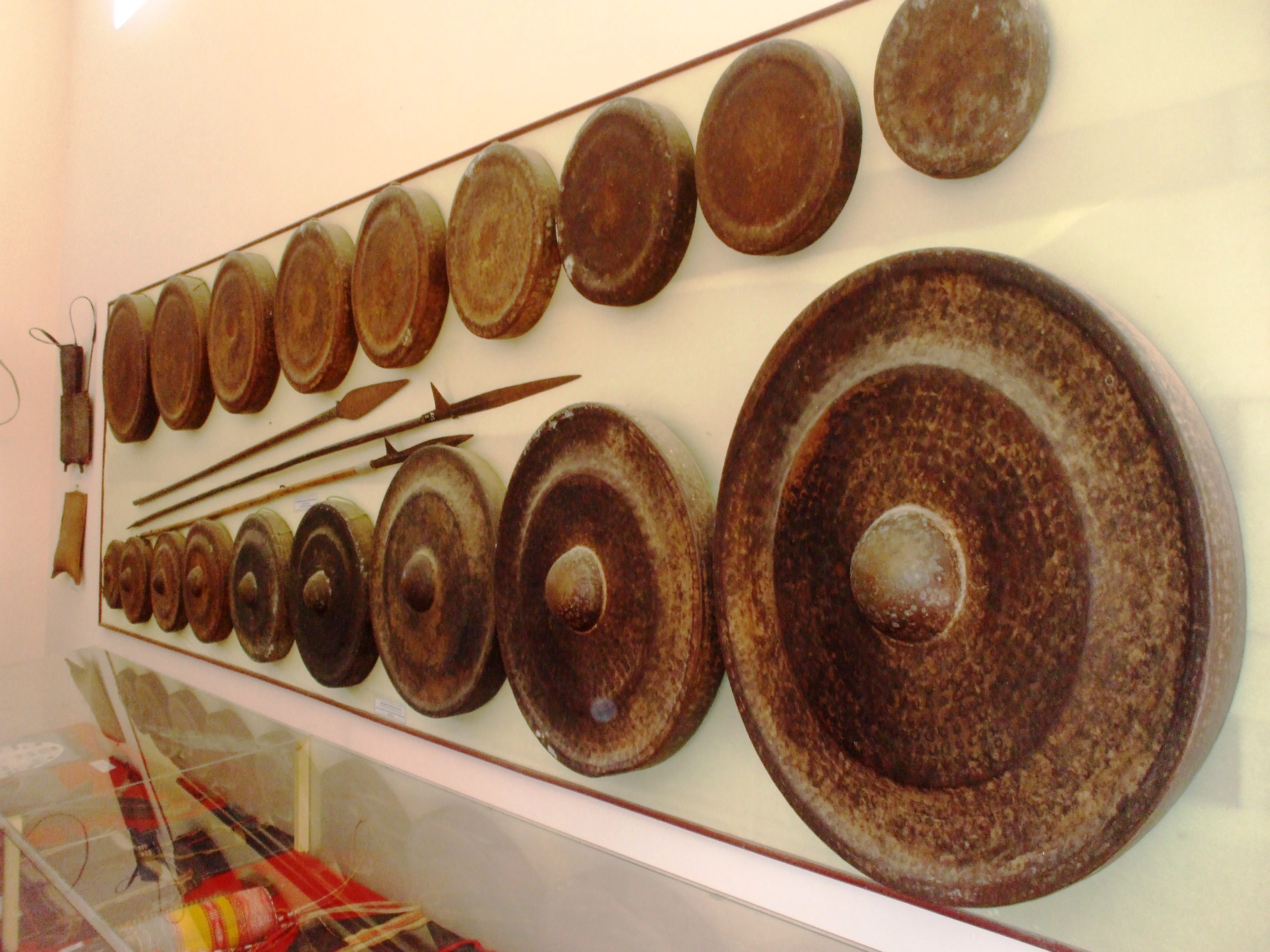
Một bộ cồng chiêng, hiện trưng bày trong Bảo tàng Quang Trung (Bình Định).

Cồng chiêng là nhạc cụ thuộc bộ gõ bằng hợp kim đồng, hình tròn, ở giữa có hoặc không có núm,  đường kính khoảng từ 20 cm lên đến 120 cm. Cồng chiêng càng to thì tiếng càng trầm, càng nhỏ thì tiếng càng cao.
Cồng chiêng là nhạc khí gõ phổ biến đối với nhiều dân tộc ở Việt Nam. Sự hình thành nghệ thuật diễn xướng cồng chiêng độc đáo của các dân tộc vùng Tây Nguyên (Ê Đê, Gia Rai, Ba Na...) và miền núi phía Bắc (Mường, Thái, Thổ...) đã tạo nên những không gian văn hóa rất riêng. Tùy theo mỗi dân tộc họ lại có tên gọi và cách định danh khác biệt với cồng chiêng.

## Cồng chiêng và văn hóa dân gian Việt Nam

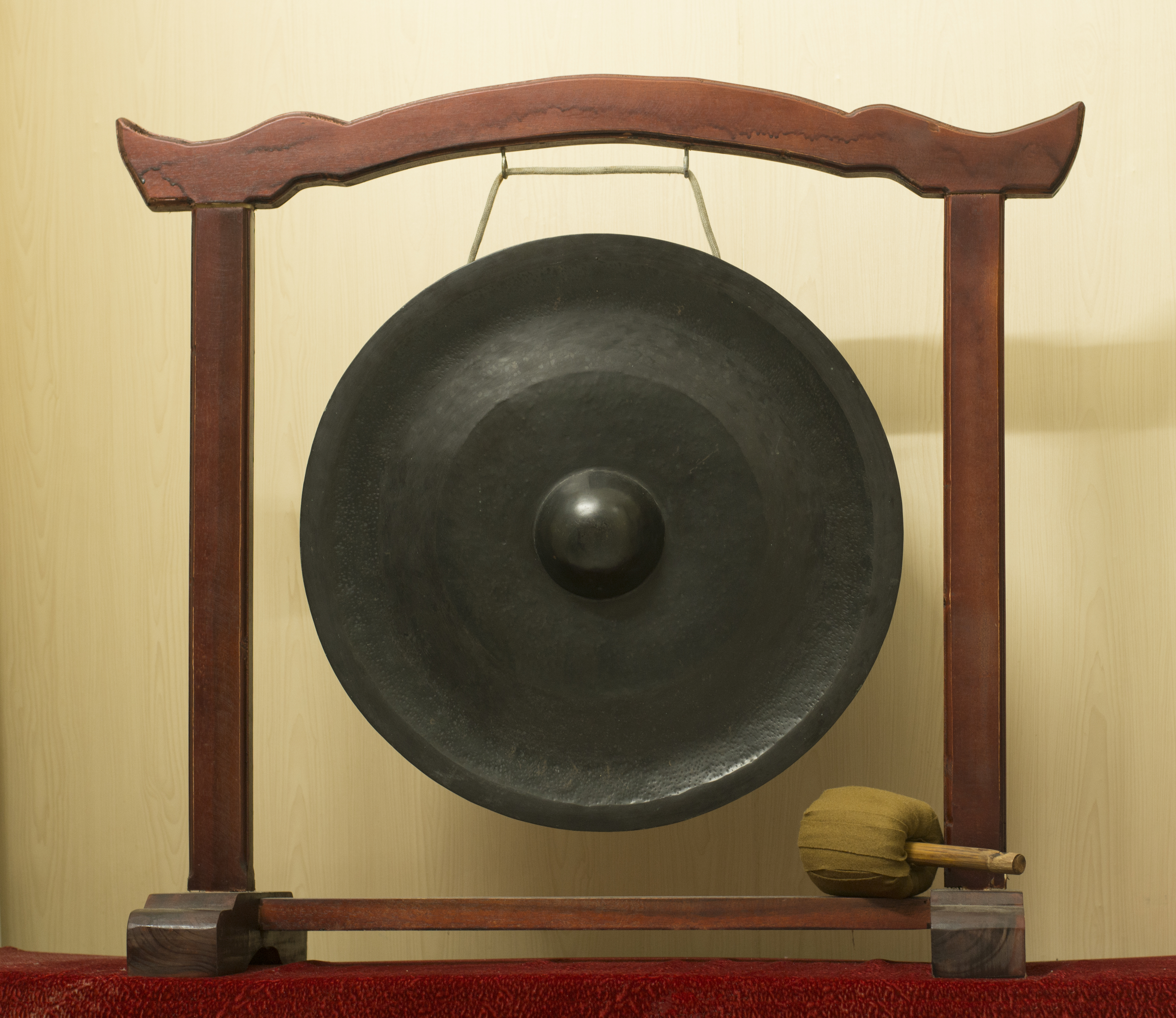
Chiêng đồng.

Cồng chiêng từ lâu đã gắn liền với văn hóa cổ truyền của nhiều dân tộc ở Việt Nam, từ lễ nghi, phong tục đến tín ngưỡng dân gian. Cách sử dụng cồng chiêng của từng dân tộc cũng vì thế khác nhau.

### Chiêng trong văn hóa người Kinh
Đối với đông đảo người Việt, tiếng chiêng, tiếng trống đã đi liền với muôn mặt đời sống tinh thần, từ những đám rước mỗi dịp hội làng đến những nghi lễ tế thánh, tế Thành hoàng... Chiêng đồng cùng trống cái trở thành hai nhạc khí không thể thiếu trong không gian đình làng và đền thờ Việt. Các đình làng thường dùng chiêng núm kích thước từ 50cm trở lên.   

### Văn hóa cồng chiêng Tây Nguyên
Cồng chiêng gắn bó mật thiết với đời sống tín ngưỡng của người Tây Nguyên. Theo quan niệm của nhiều dân tộc Tây Nguyên, cồng chiêng là vật thiêng, là cầu nối giữa con người và thần linh (Yàng). Họ tin rằng mỗi cái cồng, chiếc chiêng đều có thần linh trú ngụ; trước khi sử dụng phải trải qua nhiều nghi lễ cúng tế khắt khe, và có những cấm kị tùy theo quan niệm mỗi dân tộc.   Người ta còn gọi tên từng chiếc chiêng như con người: dân tộc Brâu gọi hai chiếc chiêng Tha là chiêng vợ, chiêng chồng; dân tộc Ê Đê gọi 6 chiêng dàn Jho là chiêng cha, chiêng mẹ, chiêng con...
Có thể suy luận rằng, văn hóa cồng chiêng Tây Nguyên đã phản ánh một xã hội ở cấp độ nguyên sơ nhất của con người mà ở đó, cồng chiêng vẫn còn giữ được những đặc điểm tương đối nguyên bản, chưa phát triển thành một nhạc cụ dân gian hay nhạc cụ cung đình như những nước Đông Nam Á khác. 

Nếu ở dân tộc Mường người đánh chiêng thường là nữ, thì ở Tây Nguyên cồng chiêng chỉ nam giới được dùng. Tuy nhiên, do tính cấp bách giữ gìn văn hóa cồng chiêng, các dân tộc dần dần vượt qua những quan niệm cũ để mọi người có thể cùng nhau tham gia bảo tồn di sản.  

Một bộ cồng chiêng, hiện trưng bày tại Bảo tàng các dân tộc Việt Nam (Buôn Ma Thuột, Đăk Lăk)

Dẫn đầu là sự ra mắt đội cồng chiêng nữ đầu tiên tại Gia Lai - đội chiêng nữ làng Leng (Ba Na) năm 2013. Bà Đinh Thị Khóp, đội trưởng chia sẻ: "Với tình yêu và trách nhiệm với văn hóa dân tộc mình, chúng tôi thuyết phục mọi người, già làng đồng ý cho phụ nữ đánh chiêng". Nói về sự tham gia của phụ nữ trong diễn xướng cồng chiêng, già làng Jram “rất vui vì dân làng mình đoàn kết, cùng nhau gìn giữ tiếng chiêng, tiếng trống của ông bà và thế hệ đi trước để lại”.
Chính vì tính nguyên bản và cấp bách trong việc bảo tồn, lưu giữ, Không gian văn hóa cồng chiêng Tây Nguyên đã được UNESCO công nhận là Di sản. Nếu xem văn hóa cồng chiêng Đông Nam Á là một cây đại thụ thì văn hóa cồng chiêng Tây Nguyên chính là một phần cội rễ; đó là nơi khởi nguồn, phát xuất cho mọi mạch nguồn sáng tạo. Phát huy di sản này như thế nào, tương lai của cồng chiêng Tây Nguyên sẽ ra sao là một câu hỏi mà để trả lời phải cần thêm sự góp sức nhiệt tình của các nhà nghiên cứu, rộng hơn là của cả cộng đồng. 

### Cồng chiêng trong không gian văn hóa miền núi phía Bắc[7][8]
Các dân tộc miền núi phía Bắc Việt Nam như Mường, Thái, Thổ, La Chí... cũng dùng cồng chiêng, từ vai trò là một phương tiện thông tin đến nhạc khí dùng trong các nghi lễ, lễ hội.
Âm thanh cồng chiêng đồng hành cùng nhiều phương diện đời sống văn hóa người Mường, nổi bật nhất phải kể đến tục Sắc bùa vào dịp đầu năm. Một dàn chiêng Mường đầy đủ lên đến 12 chiếc, tượng trưng cho 12 tháng trong năm. Một "phường bùa" gồm 12 người sẽ được tập hợp lại, vừa gióng chiêng vừa đi sang từng gia đình để hát chúc Tết. Trước khi đánh Sắc bùa, người ta phải thực hiện nghi thức gọi chiêng dậy (zấyl chiêng). Cũng như các dân tộc Tây Nguyên, người Mường coi chiêng là vật thiêng. Họ quan niệm không bao giờ để chiêng nằm úp vì sẽ ảnh hưởng đến âm thanh, tục gọi là chiêng "câm" hoặc "lùn tiếng".
Cồng chiêng dân tộc Thái gắn liền với nghệ thuật xòe Thái, múa sạp quen thuộc với đông đảo du khách Việt Nam. Người La Chí cũng có điệu múa trống chiêng vào mỗi dịp Tết Khu Cù Tê.

## Vị trí trong dàn nhạc các dân tộc Việt Nam
Cồng chiêng xuất hiện từ âm nhạc nghi lễ đến nhiều loại hình dân vũ, dân ca cũng như sân khấu truyền thống. Cồng chiêng thường được đánh bằng dùi quấn vải mềm (với chiêng núm) hoặc dùi trần (với chiêng bằng). Nhiều dân tộc Tây Nguyên có khi đánh chiêng bằng nắm tay, cho âm thanh trầm hơn, tròn trịa hơn. 
Chiêng đồng góp mặt trong một số loại hình diễn xướng cổ truyền người Việt như Chèo, Tuồng, Hát bội, Ca trù, Nhã nhạc cung đình Huế. Với dàn nhạc Chèo, chiêng thường được gióng lên ở các phân đoạn mở đầu (như Thi nhịp, khi các bộ gõ dồn dập tấu lên) và tuỳ theo tuồng tích mà dùng cho phù hợp, chẳng hạn như các phân cảnh vinh quy bái tổ (như trong vở Lưu Bình - Dương Lễ) nhằm tạo sắc thái vinh hiển và uy nghi.  
Chiêng dùng trong Ca trù cũng nhằm mục đích khen chê như trống chầu, thường dùng với những điệu hát cửa đình: "Ở cửa đền ngày xưa có lệ hát thẻ. Thẻ gọi là trù, làm bằng mảnh tre ghi mức tiền ứng với giá trị mỗi thẻ, dùng để thưởng ả đào thay cho tiền mặt. Khi hát, quan viên thị lễ chia ngồi hai bên, một bên đánh chiêng (cồng) và một bên đánh trống. Chỗ nào ả đào hát hay, bên trống thưởng một tiếng 'chát', bên chiêng đánh một tiếng chiêng 'bili...' rồi thưởng cho một cái trù (thẻ)" (Ca trù bị khảo).
Biên chế và bài bản chiêng dân gian của nhiều dân tộc thiểu số Việt Nam rất phong phú và có những nét đặc trưng riêng. Người Thái, người Thổ diễn tấu 4 cồng Dàm (trầm) cùng một trống cái, có thể hòa tấu cùng nhịp chày khua luống. Người Cơ Tu, Tà Ôi dùng 2 chiêng bằng trong các điệu múa lễ hội, đôi khi có một chiêng núm lớn đánh hồi cùng trống cái (tương tự như chiêng trống người Kinh). Chiêng trống Cơ Tu là âm thanh không thể thiếu trong điệu múa "dâng trời" Tung tung da dá. Một số điệu dân ca Tà Ôi như Cha chấp lại dùng 1 chiêng bằng.
Cồng chiêng ở dân tộc Chăm hai nhánh H'roi, Panduranga cách sử dụng cũng khác nhau. Người Chăm H'roi được biết đến với nghệ thuật Trống đôi, cồng ba, chiêng năm; người Chăm ở Ninh Thuận, Bình Thuận chỉ dùng 1 chiêng nhỏ (gọi là cheng, khoảng 30cm, thường có núm) hòa tấu cùng các nhạc cụ như trống ghi-năng, kèn saranai và trống paranưng.
Nếu như người Kinh, người Thái, người Cơ Tu... chỉ sử dụng cồng chiêng như các nhạc cụ nhịp điệu không định âm, thì cồng chiêng Mường và một số dân tộc Tây Nguyên như Ba Na, Gia Rai, Ê Đê... lại có tính nhạc. Mỗi chiêng tương ứng một nốt nhạc và được hòa tấu cùng nhau như một dàn nhạc hoàn chỉnh.
Đơn cử một số dàn cồng chiêng ở Tây Nguyên như "Gia Rai có hàng âm Đồ - Sol - Si - Đô - Rê - Mi - Fa - Sol - Si - Đô - Rế. Dàn công chiêng của người Ba Na có hàng âm Rề - La - Rê - La - Si - Đô - Rê - Fa - Sol - La - Si" (khảo sát của nhà nghiên cứu Đặng Hoành Loan). Những dàn hơn 10 chiêng ở Tây Nguyên thường đi cùng một trống cái (trống Hơgơr - người Ê Đê); có thể thêm một trống nhỏ hơn để vỗ, lục lạc và chập cheng.
Một dàn chiêng Mường 12 chiếc có 4 chiêng Dàm (trầm), 4 chiêng Bồng (trung), 4 chiêng Tlé (bổng). Chiêng bổng dùng cho giai điệu, chiêng trầm gióng lên đồng loạt ở cuối từng đoạn của bài chiêng, gọi là tiếng "khầm".
Người Mường còn dùng bộ 4 chiêng Dàm với trống cái (tương tự dàn chiêng trống người Thái, người Thổ) trong những dịp cưới hỏi và ngày Tết; 1 chiêng đơn lẻ trong nghi lễ.
| Dân tộc                       | Số chiêng trong dàn nhạc                                                                            | Có núm | Không núm | Ghi chú                                                           |
| ----------------------------- | --------------------------------------------------------------------------------------------------- | ------ | --------- | ----------------------------------------------------------------- |
| Kinh                          | 1 chiêng                                                                                            | X      |           | Chèo, Tuồng, Hát bội, Ca trù, Nhã nhạc cung đình Huế              |
| Mường                         | 12 chiêng                                                                                           | X      |           | - 4 chiêng Dàm + trống: như dàn Thái / Thổ - 1 chiêng: nghi lễ    |
| Thái, Thổ                     | 4 chiêng                                                                                            | X      |           | Người Thổ thường gọi là cồng (như cồng ba, cồng tư)               |
| Khơ Mú                        | 2-3 chiêng                                                                                          | X      |           |                                                                   |
| La Chí                        | 2 chiêng                                                                                            | X      |           | Tết Khu Cù Tê                                                     |
| Giáy                          | 3 chiêng núm hoặc bằng                                                                              | X      | X         | Hòa tấu cùng trống nhỏ (dạng trống bản) hoặc trống nêm, kèn pí lè |
| Kháng                         | 1 chiêng                                                                                            |        | X         | Dùng trong nghi lễ                                                |
| Chăm (H'roi)                  | 3 chiêng núm, 5 chiêng bằng                                                                         | X      | X         | Trống đôi, cồng ba, chiêng năm                                    |
| Chăm (Ninh Thuận, Bình Thuận) | 1 chiêng                                                                                            | X      |           | Chiêng khoảng 30cm, gọi là cheng                                  |
| Ba Na                         | 3-6 chiêng núm, 5-10 chiêng bằng                                                                    | X      | X         |                                                                   |
| Brâu                          | - Giong: 3 chiêng núm, 8 chiêng bằng - Tha: 2 chiêng bằng                                           | X      | X         |                                                                   |
| Chơ Ro                        | 6 chiêng bằng, hoặc 5-7 chiêng núm                                                                  | X      | X         | Chiêng bằng gọi là chinh / đồng la; Chiêng núm là goong           |
| Chu Ru                        | 3 chiêng                                                                                            | X      |           |                                                                   |
| Cor                           | 2 chiêng                                                                                            |        | X         | Dùng cùng 1 trống trong Đấu chiêng                                |
| Cơ Ho, M'nông, Mạ             | 6 chiêng                                                                                            |        | X         |                                                                   |
| Cơ Tu                         | 2 chiêng bằng, đôi khi có 1 chiêng núm lớn.                                                         | X      | X         | Chiêng núm đánh hồi dài cùng trống cái                            |
| Ê Đê                          | - Jho: 6 chiêng núm nhỏ - K'nah: 3 chiêng núm, 7 chiêng bằng                                        | X      | X         |                                                                   |
| Gia Rai                       | - Konh: 5 chiêng núm, 8 chiêng bằng - Arap: 7 chiêng núm, 9 chiêng bằng - T'rum, Vang: 3 chiêng núm | X      | X         |                                                                   |
| Giẻ Triêng, Xơ Đăng           | 3 chiêng núm, 8 chiêng bằng                                                                         | X      | X         |                                                                   |
| Hrê                           | 3 chiêng                                                                                            |        | X         | Chiêng ba                                                         |
| Raglai                        | 4-12 chiêng                                                                                         |        | X         |                                                                   |
| Stiêng                        | 5 chiêng núm, 6 chiêng bằng                                                                         | X      | X         |                                                                   |
| Tà Ôi                         | 2 chiêng bằng, đôi khi có 1 chiêng núm lớn. (Cha chấp: 1 chiêng bằng)                               | X      | X         |                                                                   |

## Nghệ nhân chỉnh chiêng
Nghệ nhân chỉnh chiêng hay người điều khiển giàn chiêng là nhạc công giỏi, có khả năng thẩm âm, biết phát hiện và chỉnh sửa thanh âm lạc điệu của từng chiêng để đạt được âm thanh chuẩn của cả giàn chiêng. Nghệ nhân chỉnh chiêng không chỉnh âm cho các chiếc chiêng sai âm, mà còn chỉnh âm cho các giàn chiêng mới. Nghệ nhân chỉnh chiêng được coi là báu vật dân gian sống, bao hàm tính truyền thống và tính khoa học, không chỉ đơn thuần là một kĩ thuật viên.

## Về tên gọi Cồng chiêng
Việc định danh "cồng chiêng" trong tiếng Việt hiện vẫn còn nhiều tranh luận, chủ yếu xoay quanh vấn đề "cồng" và "chiêng" đâu là loại có núm, đâu là loại không núm. Thực tế thuật ngữ "cồng chiêng" chỉ vừa xuất hiện vào năm 1985, khi cuộc hội thảo đầu tiên về cồng chiêng ở Tây Nguyên diễn ra. Theo GS. Tô Ngọc Thanh: "'Cồng chiêng' là tên gọi phổ biến theo tiếng Việt (Kinh) để chỉ loại nhạc cụ được đúc bằng đồng hợp kim thuộc họ nhạc cụ tự thân vang, chỉ gõ và chỉ đấm... Trong cách gọi của dân gian không phải nhất thiết cứ có sự phân biệt cồng là có núm còn chiêng là không có núm".
Người Kinh thường chỉ gọi Chiêng, như "chiêng đình làng", "chiêng trống". Khi gắn với dân tộc thiểu số mới dùng đến chữ Cồng chiêng, như "cồng chiêng Tây Nguyên", "cồng chiêng người Thái".

## Cồng chiêng ở một số nước khác

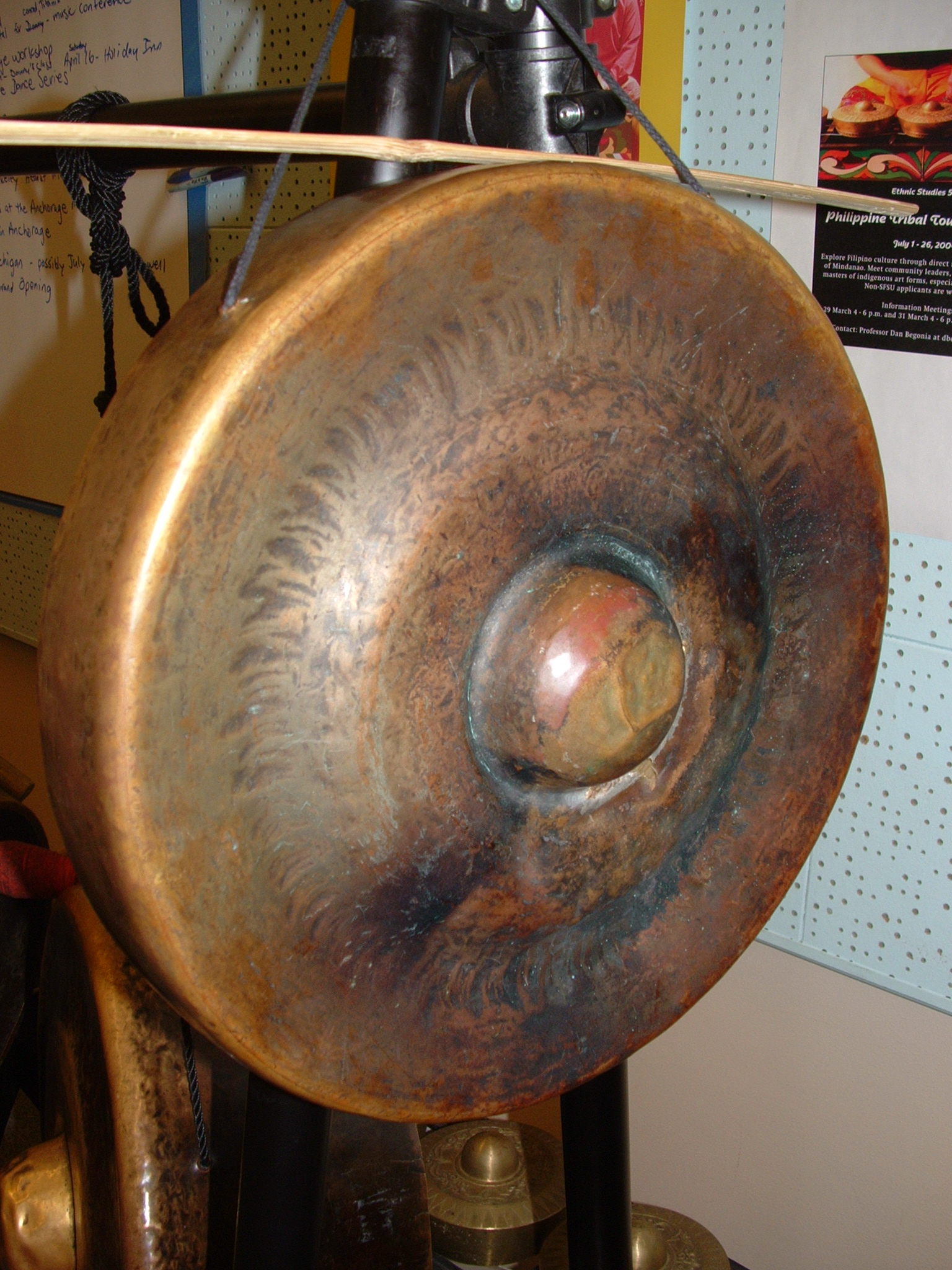
Một chiếc chiêng có nguồn gốc từ Philippines

### Các nước Đông Nam Á
Một đặc điểm khá nổi bật là cồng chiêng tại các nước này không còn được xem như là vật thông linh giữa con người và trời đất mà đã chính thức trở thành nhạc cụ dân gian hay cung đình. Cồng chiêng của người Khmer Campuchia chỉ có hai người diễn tấu với 2 dàn cồng, mỗi dàn gồm 16 chiếc cồng nhỏ xếp trên một giá sắt hình bán nguyệt, riêng người Tampuan và các dân tộc thuộc nhóm Khmer Loeu ở Campuchia thì cồng chiêng của họ có nét tương đồng giữa cồng chiêng Tây Nguyên và dân tộc Igorot ở Philippines.Cồng chiêng của Myanmar tuy đồ sộ hơn nhưng cũng được cố định vào những chiếc khung và giá đỡ chắc chắn, mang dáng dấp của một nhạc cụ hiện đại. Cồng chiêng Indonesia gồm 10 nhạc cụ diễn tấu cùng với cồng chiêng như trống kendang, trống lắc rebana, đàn sapeh... Riêng cồng chiêng Philippines,như Gangsa của các dân tộc Kalinga hay Igorot gồm 6 cồng phẳng, người đánh cồng di chuyển đôi chút và có những động tác gần như múa, còn thì nhạc công trong các dàn cồng lớn của Đông Nam Á đều ngồi một chỗ biểu diễn. Người Mambai ở Đông Timor hay người Kreung thuộc Khmer Loeu sử dụng cồng, loại chiêng của người Kreung gọi là kong nyee (គងញី), trong khi chiêng gọi là kong chmol (គងឈ្មោល).

### Các nước Đông Á
Cồng chiêng đi vào âm nhạc và đời sống Trung Quốc trong nhiều thiên niên kỷ. Công dụng đầu tiên của nó có thể là để báo hiệu cho công nhân nông dân từ ngoài đồng vào, vì một số cồng chiêng đủ lớn để có thể nghe thấy từ cách xa tới 5 dặm (8 km). Ở Nhật Bản, theo truyền thống, chúng được sử dụng để bắt đầu các cuộc thi đấu vật sumo. Chiêng Trung Quốc thường dùng trong các trận đấu võ kungfu, thiếu lâm  hay Vịnh Xuân quyền.

#### Trung Quốc
- Khai lộ la (tiếng Trung: 开路锣; bính âm: Kāilù luó): một loại chiêng cỡ trung, đơn âm có lẽ được dùng trong các lễ tín ngưỡng của cá dân tộc thiểu số Trung Quốc
- Kính la (tiếng Trung: 镜锣; bính âm: jìng luó): một loại chiêng bằng nhỏ sử dụng trong nhạc truyền thống của tỉnh Phúc Kiến.
- Thâm ba(深波) – loại chiêng của người Triều Châu; còn gọi là Cao biên đại la (高边大锣)
- Vân la (giản thể: 云锣; phồn thể: 雲鑼): là một nhạc cụ truyền thống của Trung Quốc. Nó được tạo thành từ một bộ chiêng có kích cỡ khác nhau được giữ trong một khung. Dàn chiêng treo lên giá gồm 7 chiêng lớn nhỏ khác nhau; 7 chiêng tương đương với các nốt "Đồ"-"Rê"- "Mi"- "Pha" -"Sol" -"La" -"Si". Những hình vẽ xưa cũng miêu tả loại Vân la nhỏ hơn chỉ có 5 chiêng, những cái này có cán, được giữ trong một bàn tay và gõ bằng tay khác. Loại Vân la hiện đại hóa đã phát triển từ loại Vân la truyền thống để sử dụng trong dàn nhạc lớn, hiện đại của Trung Quốc. Nó lớn hơn và có 29 chiêng trở lên với đường kính khác nhau. Loại hiện đại cao khoảng 2m, kể cả một giá đỡ có hai chân chống trên sàn (riêng khung chỉ cao khoảng 1m). Chiều rộng của khung khoảng 1,4m. Đôi khi loại Vân la truyền thống được gọi là Thập diện la (十面锣), tức chiêng 10 mặt, để phân biệt với loại Vân la hiện đại. Nó được truyền sang Triều Tiên từ thời Cao Ly, gọi là Ulla (hangul: 운라) và được sử dụng trong Tế lễ Tông miếu
- Thập diện la (十面锣): Dàn chiêng cổ gồm 10 chiếc. Mỗi chiêng có đường kính khoảng 9-12 cm, chiều cao của khung khoảng 52 cm, các kích thước nhỏ dần phía trên và lớn dần phía dưới. Người ta thường sử dụng Vân la trong dàn nhạc gõ và hơi ở miền bắc Trung Quốc.  Đây là bộ chiêng gốc và sau đó nó được du nhập vào các nước Đông Nam Á như bonang ở Java - Indonesia, khongmon (dàn cồng treo trên giá hình thuyền) ở Thái Lan và kulintang ở Philippines
- Nguyệt la (tiếng Trung: 月锣; bính âm: yuè luó): một cái chiêng nhỏ không bằng phẳng, giữ bằng dây trong lòng bàn tay và gõ bằng dùi nhỏ, sử dụng trong nhạc Triều Châu.
- Phong la (tiếng Trung: 风锣; bính âm: Fēng luó): chiêng gió, một loại chiêng bằng lớn, gõ bằng dùi bịt đầu.
- Tiểu la (tiếng Trung: 小锣; bính âm: Xiǎoluó): một cái chiêng bằng nhỏ có độ cao âm thanh nâng lên khi gõ bằng cạnh của cái dùi gỗ bằng.
- Đang tử (铛子) - một chiêng nhỏ, tròn, phẳng, được điều chỉnh treo bằng cách buộc bằng dây lụa trong một khung kim loại tròn được gắn trên một cán cầm bằng gỗ mỏng.

#### Triều Tiên
- Jing (hanja:징): Chiêng lớn được sử dụng trong Quân nhạc Đại xuý đả (Daechwita 대취타), pungmul (풍물) và samul nori (사물놀이). Nó cũng ít khi sử dụng trong Tông miếu Tế lễ nhạc (종묘제례악).
- Kkwaenggwari (hangul: 꽹과리): chiêng nhỏ có dùi được sử dụng trong dân ca, pungmul và samul nori.
- Ulla (hangul: 운라; hanja: 雲鑼 or 雲羅, Hán Việt: vân la): dàn chiêng mây 17 chiếc có kích cỡ khác nhau được giữ trong giá treo cố định gõ bằng búa nhỏ từ Trung Hoa truyền sang Triều Tiên từ thời Cao Ly. Nó được sử dụng trong Tế lễ Tông miếu, dàn cải tiến gồm 21 chiếc. Dàn chiêng này có thể gỡ ra dễ dàng khi di chuyển, xếp lại khi diễn tấu. Người ta sử dụng 2 que gõ tương tự đàn tam thập lục Yanggeum, ngày xưa dùng que bằng gỗ với phần đầu làm bằng sừng trâu hoặc que tre.

1. 1 2  "Cồng chiêng của người S'tiêng - nét đẹp trong văn hóa Việt Nam". www.congluan.vn. ngày 18 tháng 12 năm 2022. Truy cập ngày 7 tháng 8 năm 2024.
2. 1 2  "Cồng chiêng có núm hay không núm - vhnt.org.vn". ngày 16 tháng 10 năm 2021. Truy cập ngày 11 tháng 8 năm 2024.
3. 1 2  "Tính thiêng của cồng chiêng Tây Nguyên". Báo Gia Lai điện tử. ngày 30 tháng 5 năm 2022. Truy cập ngày 5 tháng 8 năm 2024.
4. 1 2 3 4  "Những giá trị cơ bản của Không gian văn hóa Cồng chiêng Tây Nguyên" (PDF). Di sản Văn hóa. 2006. tr. 12.
5. ↑  SemiColonWeb; Lắk, Bảo tàng Đắk. "SƯU TẬP CỒNG CHIÊNG". daklakmuseum.vn (bằng tiếng Anh (Mỹ)). Truy cập ngày 12 tháng 8 năm 2024.
6. ↑  triển, Báo Dân tộc và Phát (ngày 8 tháng 11 năm 2023). "Đội chiêng nữ làng Leng để lại nhiều cảm xúc cho người dân phố núi và du khách". Báo Dân tộc và Phát triển. Truy cập ngày 5 tháng 8 năm 2024.
7. 1 2 3  Bùi Huy Vọng. "Cồng chiêng trong đời sống người Mường". www.baohoabinh.com.vn. Truy cập ngày 11 tháng 8 năm 2024.
8. 1 2 3  "Làng Văn hóa - Du lịch các dân tộc Việt Nam". Làng Văn hóa - Du lịch các dân tộc Việt Nam. Truy cập ngày 8 tháng 8 năm 2024.
9. ↑  Trí, Dân (ngày 18 tháng 1 năm 2015). "Khu Cù Tê - Tết uống rượu tháng Bảy của người La Chí". Báo điện tử Dân Trí. Truy cập ngày 8 tháng 8 năm 2024.
10. ↑  "Tìm hiểu không gian văn hoá cồng chiêng Tây Nguyên". tttt.ninhbinh.gov.vn. Truy cập ngày 8 tháng 8 năm 2024.
11. 1 2 3  "CongChiengchitiet". honque.org. Truy cập ngày 5 tháng 8 năm 2024.
12. ↑  Bùi Trọng Hiền. Ả Đào: Một khảo cứu về lịch sử và hệ âm luật. Omega Plus: Nhà xuất bản Văn học. tr. https://vnexpress.net/a-dao-khao-cuu-ve-nghe-thuat-ca-tru-4726402.html.
13. 1 2  Báo Thanh Niên (ngày 12 tháng 2 năm 2024), Tết của người dân Đồng bào miền núi Cơ Tu ở Nam Đông, truy cập ngày 7 tháng 8 năm 2024
14. 1 2  Văn hóa Dân tộc (ngày 17 tháng 2 năm 2021), Múa dân gian - nghệ nhân dân tộc Tà Ôi, truy cập ngày 7 tháng 8 năm 2024
15. 1 2 3  Công 92 (ngày 18 tháng 7 năm 2024), Vũ điệu cổ xưa nhất Đông Nam Á, truy cập ngày 7 tháng 8 năm 2024{{Chú thích}}:  Quản lý CS1: tên số: danh sách tác giả (liên kết)
16. 1 2  Văn hóa Dân tộc (ngày 6 tháng 12 năm 2022), Lễ hội A Da Koonh|| Dân tộc Tà Ôi (Pa Cô)|| Thừa Thiên Huế, truy cập ngày 7 tháng 8 năm 2024
17. ↑  "Nghệ thuật âm nhạc dân gian của người Pa kô". ĐÀI TIẾNG NÓI VIỆT NAM (bằng tiếng Anh). ngày 5 tháng 9 năm 2017. Truy cập ngày 7 tháng 8 năm 2024.
18. 1 2  Di sản số (ngày 30 tháng 10 năm 2018), Dân ca Cha Chấp “Ơn Đảng nhớ Bác”, truy cập ngày 7 tháng 8 năm 2024
19. ↑  cand.com.vn. "Để tiếng trống đôi, cồng ba, chiêng năm mãi ngân vang". Báo Công an Nhân dân điện tử. Truy cập ngày 7 tháng 8 năm 2024.
20. ↑  NTO. "NTO - Nhạc cụ truyền thống của dân tộc Chăm". baoninhthuan.com.vn. Truy cập ngày 7 tháng 8 năm 2024.
21. ↑  Zố Zan VLog (ngày 26 tháng 10 năm 2023), Hoà Tấu Nhạc Cụ Chăm - Đoàn Nghệ Nhân Chăm Bắc Bình, truy cập ngày 7 tháng 8 năm 2024
22. ↑  Đặng Hoành Loan. "Vietnamese Institute of Musicology Website - Cồng chiêng - một sáng tạo Tây Nguyên". vienamnhac.vn. Truy cập ngày 12 tháng 8 năm 2024.
23. 1 2  Bùi Trọng Hiền (ngày 28 tháng 4 năm 2020), Trích đoạn Cồng chiêng Tây nguyên - Linh hồn của đại ngàn, truy cập ngày 7 tháng 8 năm 2024
24. ↑  Đạo diễn Nguyễn Anh Dũng (ngày 13 tháng 11 năm 2019), LỄ SẮC BÙA I DÂN TỘC MƯỜNG I HÒA BÌNH, truy cập ngày 7 tháng 8 năm 2024
25. ↑  Người Mường TV2 - Văn hóa các dân tộc Việt Nam (ngày 16 tháng 7 năm 2023), Chiêng Mường, truy cập ngày 7 tháng 8 năm 2024{{Chú thích}}:  Quản lý CS1: tên số: danh sách tác giả (liên kết)
26. ↑  "Bài 4: Kết cấu của dàn chiêng và trang phục trình diễn chiêng Mường". www.baohoabinh.com.vn. Truy cập ngày 6 tháng 8 năm 2024.
27. 1 2  Dân, Báo Nhân. "Về Giai Xuân nghe điệu cồng chiêng". special.nhandan.vn (bằng tiếng Anh). Truy cập ngày 5 tháng 8 năm 2024.
28. ↑  https://truyenhinhthanhhoa.vn. "Diễn xướng cồng chiêng trong âm nhạc Thái". Truyenhinhthanhhoa.vn. Truy cập ngày 5 tháng 8 năm 2024. {{Chú thích web}}: Liên kết ngoài trong |họ= (trợ giúp)
29. ↑  "Độc đáo nghi lễ thiêng trong Tết Gơ rơ của người Khơ Mú". www.baohoabinh.com.vn. Truy cập ngày 9 tháng 8 năm 2024.
30. ↑  "Không cúng chiêng, thần không cho vui trọn vẹn". VOV4.VOV.VN. Truy cập ngày 9 tháng 8 năm 2024.
31. ↑  "Ðộc đáo nhạc cụ của người Giáy". Báo Lào Cai điện tử. ngày 20 tháng 2 năm 2019. Truy cập ngày 8 tháng 8 năm 2024.
32. ↑  "Đặc sắc lễ đón dâu của người Giáy ở Lai Châu". VOV4.VOV.VN. Truy cập ngày 8 tháng 8 năm 2024.
33. 1 2  THANH QUANG TV OFFICIAL (ngày 4 tháng 2 năm 2023), NHẠC CỤ DÂN TỘC GIÁY - ĐIỆU KÈN PÍ LÈ TẠI LỄ HỘI XUỐNG ĐỒNG QUANG KIM BÁT XÁT || THANH QUANG TV, truy cập ngày 8 tháng 8 năm 2024
34. ↑  Vẻ đẹp Vùng Cao (ngày 20 tháng 1 năm 2024), Nhạc cụ dân tộc Giáy,  Kèn đám cưới người Giáy Tây Bắc Lào Cai, vẻ đẹp vùng cao, YouTube, X (722), truy cập ngày 8 tháng 8 năm 2024
35. 1 2  núi, Báo ảnh Dân tộc và Miền (ngày 31 tháng 12 năm 2022). "Tái hiện lễ Tạ ơn (Pang Phoóng) của dân tộc Kháng". Báo ảnh Dân tộc và Miền núi. Truy cập ngày 8 tháng 8 năm 2024.
36. ↑  VHNT BÌNH ĐỊNH (ngày 15 tháng 6 năm 2019), CHĂM H'ROI XÃ CANH HIỆP - VÂN CANH | LIÊN HOAN CỒNG CHIÊNG DTTS 2019, truy cập ngày 7 tháng 8 năm 2024
37. ↑  "Âm vang cồng chiêng Bana". Báo Văn Hóa. ngày 26 tháng 3 năm 2023. Truy cập ngày 7 tháng 8 năm 2024.
38. ↑  "Không gian văn hóa cồng chiêng Tây Nguyên". www.hnmvn.vn. Truy cập ngày 7 tháng 8 năm 2024.
39. ↑  hvhnt.dongnai.gov.vn. "PHÁT HUY DI SẢN VĂN HÓA CỒNG CHIÊNG CỦA NGƯỜI CHƠRO TRONG DU LỊCH Ở ĐỒNG NAI". Hội Văn học Nghệ thuật tỉnh Đồng Nai. Truy cập ngày 18 tháng 2 năm 2025. {{Chú thích web}}: zero width space character trong |tiêu đề= tại ký tự số 1 (trợ giúp)
40. ↑  Túy-Phượng, ~ Trần Lê (ngày 13 tháng 8 năm 2015). "Dân ca dân nhạc VN – Dân ca Chrau-Jro (Chơ Ro)". CVD. Truy cập ngày 18 tháng 2 năm 2025.
41. ↑  Văn hóa Dân tộc (ngày 19 tháng 3 năm 2024), Văn hóa Dân tộc Chu Ru - Bản sắc Văn hóa người Chu ru, truy cập ngày 7 tháng 8 năm 2024
42. ↑  "Đặc sắc nghệ thuật diễn tấu đấu chiêng của đồng bào Cor". Cục Du lịch Quốc gia Việt Nam.
43. ↑  "Văn hóa cồng, chiêng K'Ho qua những câu chuyện kể". lamdong.gov.vn. Truy cập ngày 7 tháng 8 năm 2024.
44. ↑  SemiColonWeb; Lắk, Bảo tàng Đắk. "BỘ CHIÊNG JHÔ CỦA NGƯỜI ÊĐÊ BIH". daklakmuseum.vn (bằng tiếng Anh (Mỹ)). Truy cập ngày 5 tháng 8 năm 2024.
45. ↑  núi, Báo ảnh Dân tộc và Miền (ngày 10 tháng 8 năm 2017). "Čing K'nah – chiêng của người Ê đê". Báo ảnh Dân tộc và Miền núi. Truy cập ngày 5 tháng 8 năm 2024.
46. ↑  triển, Báo Dân tộc và Phát (ngày 5 tháng 7 năm 2023). "Cồng chiêng - Nhạc khí thiêng của người Gia Rai". Báo Dân tộc và Phát triển. Truy cập ngày 6 tháng 8 năm 2024.
47. ↑  "Vietnamese Institute of Musicology Website - Ching Trum và vai trò của nó trong dàn cồng chiêng Jrai". vienamnhac.vn. Truy cập ngày 6 tháng 8 năm 2024.
48. ↑  triển, Báo Dân tộc và Phát (ngày 5 tháng 7 năm 2023). "Cồng chiêng - Nhạc khí thiêng của người Gia Rai". Báo Dân tộc và Phát triển. Truy cập ngày 11 tháng 8 năm 2024.
49. ↑  triển, Báo Dân tộc và Phát (ngày 13 tháng 5 năm 2022). "Chiêng ba - Giá trị riêng có của đồng bào Hrê". Báo Dân tộc và Phát triển. Truy cập ngày 8 tháng 8 năm 2024.
50. ↑  Sơn, Trung tâm Văn hóa Thông tin và Thể thao huyện Khánh (ngày 10 tháng 11 năm 2017). "MÃ LA CỦA NGƯỜI RAGLAI". Trung tâm Văn hóa  Thông tin và Thể thao huyện Khánh Sơn. Truy cập ngày 15 tháng 8 năm 2024.
51. ↑  "Cồng chiêng và các cách gọi". Báo Phú Thọ.